# Serie A1 1966/67
Die Saison 1966/67 war die 33. Spielzeit der Serie A1, der höchsten italienischen Eishockeyspielklasse. Meister wurde zum insgesamt neunten Mal in der Vereinsgeschichte SG Cortina.

## Modus
Für einen Sieg erhielt jede Mannschaft zwei Punkte, bei einem Unentschieden gab es einen Punkt und bei einer Niederlage null Punkte.

## Endtabelle
|    | Klub              | Punkte |
| -- | ----------------- | ------ |
| 1. | SG Cortina        | 18     |
| 2. | HC Gröden         | 11     |
| 3. | HC Bozen          | 11     |
| 4. | HC Diavoli Milano | 6      |

Sp = Spiele, S = Siege, U = unentschieden, N = Niederlagen, OTS = Overtime-Siege, OTN = Overtime-Niederlage, SOS = Penalty-Siege, SON = Penalty-Niederlage

## Meistermannschaft
Franco Alverà – Isidoro Alverà – Enrico Benedetti – Paolo Bernardi – Alberto Da Rin – Gianfranco Da Rin – Bruno Frison – Bruno Ghedina – Mario Lacedelli – Giuseppe Lorenzi – Giovanni Mastel – Remigio Morocutti – Ruggero Savaris – Jack Siemon – Giulio Verocai